# Aquincumi vízvezeték
Az aquincumi vízvezeték a Budapest területén egykor elhelyezkedő Aquincum városának vízellátását szolgálta. A vízvezeték latin neve aquaeductus, ami az aqua (víz) és ducere (vezetni) latin szavak összetételével képzett szó, magyarosított alakja az akvadukt.
A római települések vízellátását általában ásott kutakkal valósították meg, de ezeken kívül használtak akvaduktokat is, ha a vizet messzebbről kellett az adott településre szállítani. Aquincum vízszükségletét a mai III. kerületi Római fürdő-Erdei strand medencéit is tápláló források vizéből fedezték. Innen indult ki az a 2. század elején épített észak-dél irányú akvadukt, ami mintegy 5 kilométer távolságra szállított vizet az aquincumi katonai tábor, a polgárváros és a canabae számára. Az akvaduktot enyhén lejtősre építették.
A források vizét külön-külön kerámiába foglalták és kőcsatornában vezették a főágba, amire víztorony hajotta fel a vizet az utolsó mellékág becsatlakozási pontjánál. Innen haladt a víz a falazott, boltíves, lejtős akvadukton keresztül a tábor és a települések irányába. A fal több méter magas volt, a víz a tetején agyagcsövekben folyt.
Az akvadukt vonala három szakaszra bontható. Az első, aminek konzervált pillérei a Szentendrei út két útpályáját választják el egymástól a polgárváros északi falánál végződött, ott, ahol korábban (és tévesen) az északi kaput keresték. A vízvezeték második szakasza áthaladt a polgárvároson és annak déli falánál végződött, vonalát konzervált pillércsonkok mutatják. A harmadik szakasza a várostól délre haladt a tábor felé.
A polgárváros falain belül az épületek vízellátását és a szennyvízelvezetést föld alatti vezetékekkel oldották meg. Elosztó tartályokat iktattak közbe, ahonnan a víz az utcák alatt elágazó csövekbe került.
A római vízvezetékhez a középkorban számos hiedelem fűződött. Anonymus nyomán itt kezdték el keresni Árpád sírját. Nagy Lajos korában a pillérek vonala birtokválasztó vonal volt, egyik pillére Mária-kő néven útmenti kegyhely lett. Kőanyagát később jórészt kitermelték és elhordták, illetve elpusztult. Az akvadukt vonalát a 17. században Marsigli mérnök folyamatos vonalként rajzolta le, első műemléki felmérését 1857-ben végezték el. A 20. század elején a HÉV villamosításakor (1904) és pályájának átépítése során (1911) több pillérét kiemelték. Nagyobb feltárása csak 1974 és 1979 között vált lehetővé.

## A forrásszentélyek
A aquaeductus kiindulási pontjában, a forrásfoglalásoknál a nimfák tiszteletére szentélykörzetet alakítottak ki, amely a mai Római fürdő-Erdei strand területén található, konzervált romjai részben ma is láthatóak. A források fölé fából vagy kőből épületeket emeltek, amelyek egyszerre látták el a szentély és a kútház szerepét. Ezekben égetett agyagfoglalatból kiindulva kis kőcsatornákban haladt a víz a fővezeték irányába.

## Ajánlott irodalom
- Foerk Ernő: Az óbudai aquaeductus (Budapest Régiségei 10.,1923)
- Póczy Klára: Közművek a római kori Magyarországon (Bp., 1980)
- Póczy Klára: Aquincum első aquaeductusa (Archeológiai értesítő, 99, 1972)

## Lásd még
- Aquincumi Múzeum
- Fürdőmúzeum
- Aquincumi katonai amfiteátrum
- Pannonia (provincia)